# K-552 Kniaz Oleg
Pour les articles homonymes, voir Oleg.
Le Kniaz Oleg (pennant number : K-552), en russe АПЛ Князь Олег, est un sous-marin nucléaire lanceur d'engins de classe Boreï (projet 955A) développé par le bureau d'études Rubin et construit par Sevmash pour la marine russe. Le sous-marin porte le nom d’Oleg de Novgorod.

## Construction et carrière
Le sous-marin a été mis sur cale le 27 juillet 2014. En février 2018, il a été signalé que la construction du sous-marin avait été retardée parce que le constructeur, Sevmash, n’avait pas reçu de générateur Diesel pour le sous-marin. Selon Sevmash, le problème venait de son fournisseur Kolomensky Zavod, qui n’avait pas été en mesure de livrer la pièce.
Il a été mis à l’eau dans son chantier naval le 16 juillet 2020. Il a fait l’objet d’essais en mer en avril 2021. Alors qu’il était initialement prévu que le sous-marin servirait dans la flotte du Pacifique, il a été signalé après sa mise en service, en mai 2021, qu’il était envisagé de transférer à la flotte du Nord certains des navires de la classe Boreï initialement destinés à la flotte du Pacifique. En 2021, il n’était donc pas clair si le Kniaz Oleg serait finalement déployé avec la flotte du Pacifique ou du Nord.
Le 21 octobre 2021, le Kniaz Oleg a lancé un missile depuis une position immergée dans la mer Blanche. Les ogives ont frappé avec succès des cibles sur le champ de tir de missiles de Kura au Kamtchatka.
Le 21 décembre 2021, le Kniaz Oleg a été mis en service avec le Novossibirsk dans la flotte du Pacifique. Le président russe Vladimir Poutine a assisté à la cérémonie par appel vidéo. Le sous-marin est arrivé à sa base permanente dans le Pacifique en septembre 2022.